# Trichoglossum hirsutum
Espèce
Trichoglossum hirsutum est une espèce de champignons ascomycètes de la famille des Geoglossaceae.

## Liste des variétés
Selon Catalogue of Life (26 mai 2013) :
- variété Trichoglossum hirsutum var. capitatum
- variété Trichoglossum hirsutum var. hirsutum
- variété Trichoglossum hirsutum var. irregulare